# Pietro Valente
Pietro Valente (Napoli, 10 agosto 1794 – Napoli, 10 agosto 1859) è stato un architetto e teorico dell'architettura italiano.
Fu principalmente attivo nella città partenopea. Dal 1849 diresse l'Accademia delle Belle Arti.

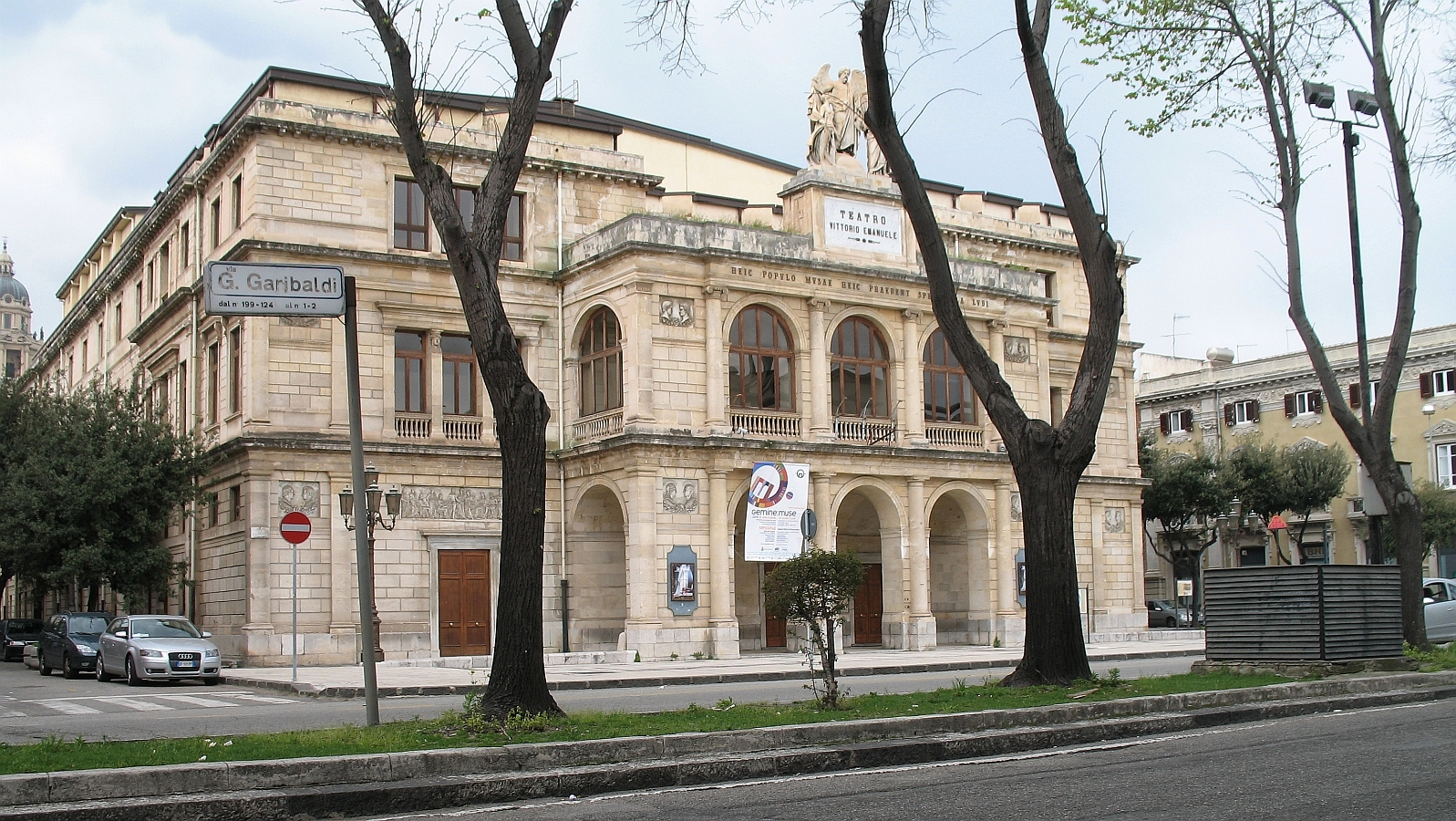
Teatro civico di Messina

## Opere
- Villa Acton, poi Pignatelli di Monteleone;
- Palazzo De Rosa di Carosino;
- Palazzo Mautone (via Santa Teresa degli Scalzi)
- Villino Valente (Piazza Salvatore di Giacomo)
- un progetto per Chiesa di San Francesco di Paola;
- il cimitero di Aversa;
- la chiesa di Sant'Antonio a Caserta;
- il Teatro civico di Messina;
- il duomo di Giarre.

## Pubblicazioni
- Pietro Valente, Descrizione di un monumento alla memoria di Flavio Gioia, di Torquato Tasso e Giovan Battista Vico e per ricordare con onore i nomi di tutti gl'illustri nostri concittadini, da potere aver luogo nella real villa di Napoli, nello spazio già occupato dalla chiesa di S. Leonardo, ora terrazza sporgente nel mare progetto dell'architetto Pietro Valente napolitano, Stamperia Francese, 1828.
- Pietro Valente, Dello stato presente delle teorie di architettura e della necessità di una instituzione teorica discorso pronunziato nell'apertura della Cattedra di architettura civile della R. Università degli studii il 20 novembre 1834 dall'architetto Pietro Valente, Dalla stamperia e cartiera del Fibreno, 1835.
- Francesco De Cesare, Poche parole dell'architetto Francesco De Cesare sul libello dell'architetto P.V. col titolo Risposta all'opuscolo intitolato degli edifici che potrebbero costruirsi rimpetto la chiesa di S. Carlo all'Arena, 1842.

## Fonti
- Valènte, Pietro, in Treccani.it – Enciclopedie on line, Roma, Istituto dell'Enciclopedia Italiana. URL consultato il 19 aprile 2015.
- Fabio Mangone, Pietro Valente: un professionista-intellettuale nella Napoli della Restaurazione borbonica, in Giuliana Ricci e Giovanna D'Amia (a cura di), La cultura architettonica nell'età della restaurazione, Milano, Mimesis Edizioni, 2002,  pp. 301-308, ISBN 88-8483-199-7.

Fabio Mangone, Pietro Valente, Electa-Napoli, Napoli 1996.
- Cettina Lenza, Monumento e tipo nell'architettura neoclassica. L'opera di Pietro Valente nella cultura napoletana dell'800, Napoli, Edizioni Scientifiche Italiane, 1996, ISBN 88-8114-521-9.